# Ponte de Burnside

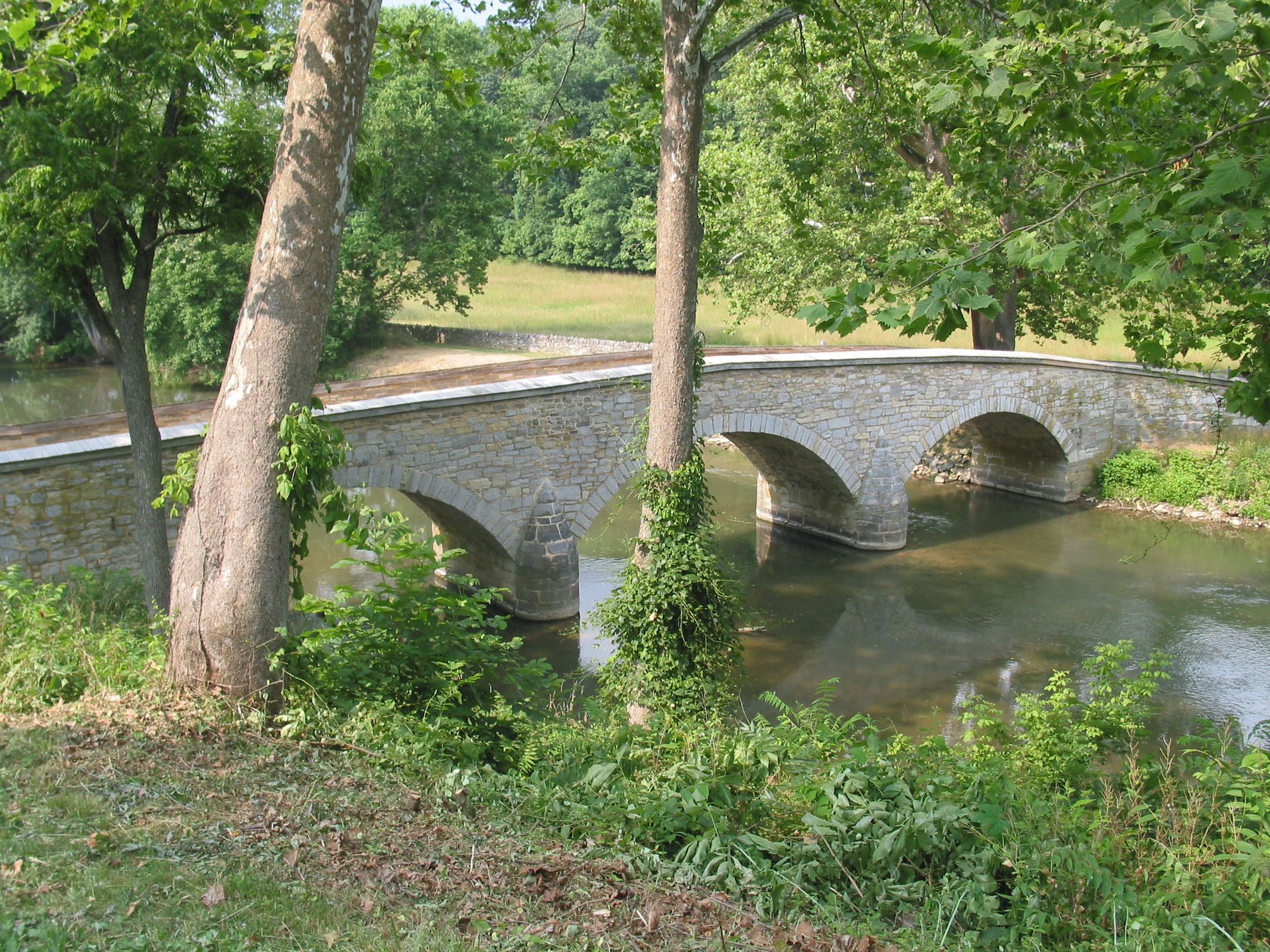
A ponte de Burnside

A ponte de Burnside (Burnside's Bridge) é um monumento no "Civil War Antietam National Battlefield" (em inglês), perto de Sharpsburg, noroeste de Maryland.

## História

### Construção
Tentando melhorar connecções entre estradas no município de Washington, quatorze pontes foram comissionadas para serem construídas. É uma de cinco pontes planejadas pelo construtor de pontes John Weaver, a sua construção foi completada em 1836.

### Batalha de Antietam
Passando sobre o riacho de Antietam, a ponte foi importante em Setembro de 1862 na Batalha de Antietam que ocorreu durante a Guerra Civil Americana quando cerca de 500 soldados confederados vindos da Geórgia comandadas pelos generais Robert Toombs e Henry Benning, durante várias horas aguentaram durante várias horas ataques pelo exército da União, eram os "IX Army Corps" (em inglês), liderados pelo General Ambrose E. Burnside, para capturar a ponte.